# Soquiamel
Soquiamel är en ort i Mexiko.   Den ligger i kommunen Tamazunchale och delstaten San Luis Potosí, i den sydöstra delen av landet, 200 km norr om huvudstaden Mexico City. Soquiamel ligger 321 meter över havet och antalet invånare är 195.
Terrängen runt Soquiamel är kuperad åt nordost, men åt sydväst är den bergig. Runt Soquiamel är det ganska tätbefolkat, med 56 invånare per kvadratkilometer. Närmaste större samhälle är Tamazunchale, 9,8 km norr om Soquiamel. I omgivningarna runt Soquiamel växer huvudsakligen savannskog.